# Каролвуд (Флорида)
Каролвуд (енгл. Carrollwood) насељено је место без административног статуса у америчкој савезној држави Флорида.

## Демографија
По попису из 2010. године број становника је 33.365.
| Група             | 2000.    | 2010.          |
| Белци             | 0 (0,0%) | 19.934 (59,7%) |
| Афроамериканци    | 0 (0,0%) | 2.594 (7,8%)   |
| Азијати           | 0 (0,0%) | 1.279 (3,8%)   |
| Хиспаноамериканци | 0 (0,0%) | 9.155 (27,4%)  |
| Укупно            | 0        | 33.365         |